# マリーズ・ジョワサン＝マシニ
マリーズ・ジョワサン＝マシニ（Maryse Joissains-Masini、1942年8月15日 - ）は、フランスの女性政治家。共和党所属。エクス＝アン＝プロヴァンス市長（2001年 - 2021年）やブーシュ＝デュ＝ローヌ県第14選挙区の国民議会議員（2002年 - 2012年）を務めた。

## 略歴
1978年、夫のアラン・ジョワサンがエクス＝アン＝プロヴァンス市長として選出された。しかし、1983年、市長として再選を目指したジョワサンは再選されなかった。ひそかな計画を訴えたジョワサン夫婦が難しく立ち上がったと言う。弁護士として、マリーズ・ジョワサンは自分の職業に集中していった。環境衛生の事件に専門してみたが、数多くの成功の内、フランスにおける薬害エイズ事件に際して国家の宣告を獲得させてもらった。なりゆきに国政に知られるようになったわけであろう。
58歳の頃、右派無所属の名簿を誘導しながらエクス＝アン＝プロヴァンスの市議会選挙を挑戦して、市長として選出された。夫が再選できなかった20年後、妻が当選できたというものである。2002年、為政権の堆積を許すフランス法律によると、国民運動連合の候補者としてフランス国会下院の総選挙にも挑戦して当選した。2007年再当選できた。2012年6月に行う総選挙にも再選を目指している。市長として2008年、及び2009年に再当選できた。

## 論争
マリーズ・ジョワサン＝マシニが論争の対象となったことがあった。

### 家族を市立機関の専務取締役の一任に関する論争
2001年エクス＝アン＝プロヴァンスの市長に選出した後、市長であった自分の夫を市役所の専務取締役として雇った。しかしながら、2008年、マルセイユ行政裁判所は夫の労働契約を「過分の所得」の理由で取り消しした。また、2002年から2008年までエクス＝アン＝プロヴァンス都市共同体の専務取締役に自分の娘を一任した。

### 2009年エクス＝アン＝プロヴァンス市議会総選挙の結果の撤回に関する論争
2009年7月8日、国務院が2008年の選挙の結果を撤回することを決議した。2008年の民主運動名簿を誘導していたフランソワ＝グザヴィエ・ドゥ・ペレティについて、署名のない名誉毀損チラシが配られたのだが、選挙の結果に影響を及ぼしたという理由で撤回を決議した。自分のチラシではないと訴えたマリーズ・ジョワサン＝マシニが決議の理由をメディアに対して一生懸命に議論した。猛烈な選挙戦にもかかわらず再選された。

### 2012年大統領選挙の結果の合法の否定に関する論争
2012年5月6日、社会党所属フランソワ・オランドが大統領に選出された発表の後、地元のメディアに対して結果の合法性を激しく疑った。社会党の立候補者の服装や国政メディアの自立性などを判断した上で、大統領選挙戦直後の国政メディアに一番出ている最大野党の政治家である。こういう高いメディア知名度を契機にして、大統領選挙の結果を憲法院に対する調査をさせてもらう運動を誘導するということも述べた。「我が言論の自由を取り返す。怒っているから、今後の5年間抵抗していこうと思う」。

### 挑発として判断される他の公表に関する論争
エクス＝アン＝プロヴァンス市長として、駐同市少数民族ジプシー（ロマ）について敵意的な演説を述べたこともある。「我が市内でジプシーもう一人居なくて欲しい」などが地元メディアに出たことがある。